# 世伏
世伏（566年—597年），吐谷渾第十九任統治者，他為夸吕的兒子，慕容姓。
591年，夸吕死后，世伏即位称可汗。派遣哥哥的儿子无素向隋朝称藩献物，请求女儿入隋朝后宫，被回绝。596年，隋文帝将宗室女光化公主嫁给世伏，派柳謇之兼散骑常侍护送公主至吐谷浑。世伏上表称公主为天后，隋文帝不许。597年，吐谷渾内乱，世伏被杀，其弟伏允继位。
| 前任： 夸吕 | 吐谷渾可汗 在位期間591年－597年 | 繼任： 伏允 |